# Parc Malou

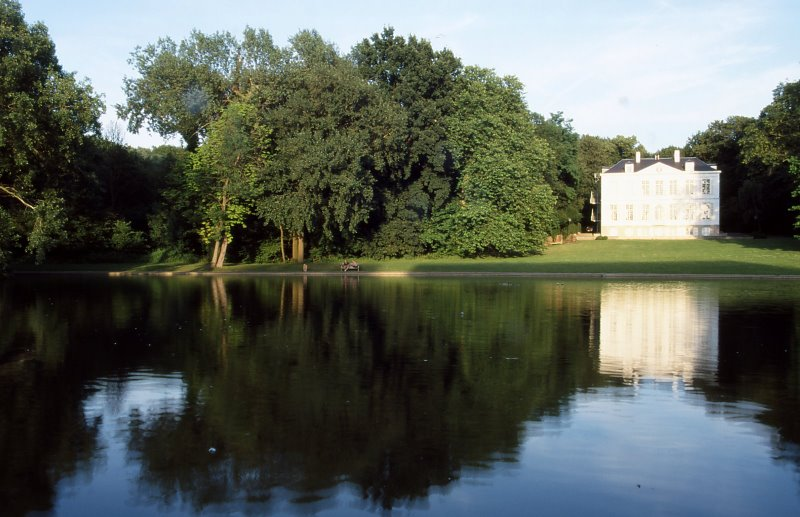
A park ma, a tóval és a kastéllyal

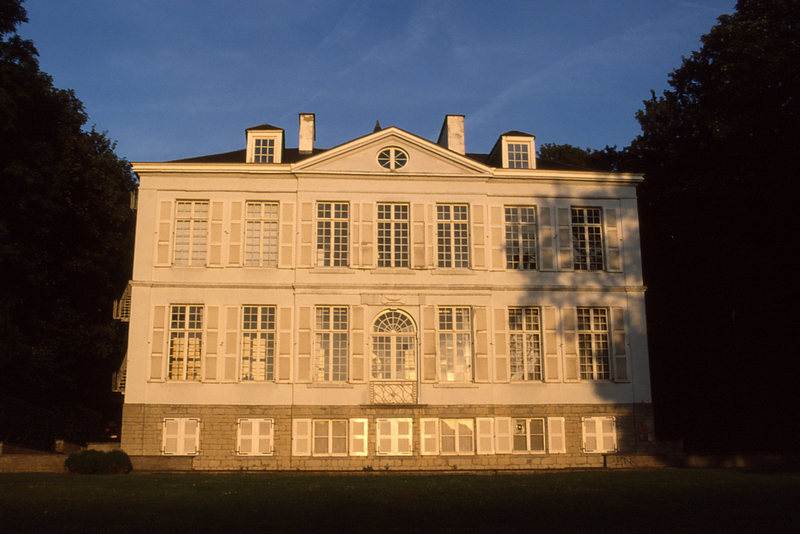
A Château Malou uralja a park közepén található pázsitot

A Parc Malou (franciául) vagy Park Malou (hollandul) Belgiumban, Brüsszel városában található. A park a Woluwe-St-Lambert kerületben található, a Woluwe folyó völgyében.

## Elhelyezkedése

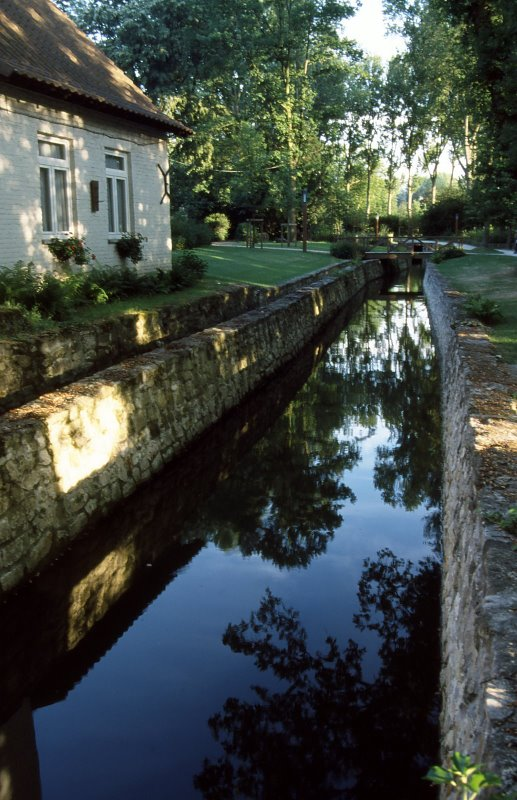
A Lindekemale vízimalom és a Woluwe folyó völgye

A park a Boulevard de la Woluwe - Woluwedal főúttól keletre fekszik, északról az Avenue Debeckerlaan, délről a Chausse de Stockel - Stokkelsesteenweg, illetve keletről a Chemin du Struybekenweg határolja.
A park nyugati határa mentén található a Woluwe folyó medre, amely keresztülfolyik a park közepén álló tavon is. A park teljes területe a tóval együtt kb. 8 hektár és számos vadkacsának, illetve hattyúpárnak ad otthont.
A park határain belül található szabadidős és szórakozási lehetőségek:
- a Woluwe folyó mentén, illetve a tó körül kialakított sétaút-hálózatot 2001-ben építették újjá;
- a Château Malou körül illetve a kastély előtti pázsit szabadtéri kiállításoknak, nyáron koncerteknek ad otthont;
- a botanikus ligetben kőris és égerfa, borostyánligetek, illetve a mocsaras területekre jellemző növénytársulások élnek;
- a kastélytól keletre található játszótéren egy kalózhajót állítottak fel a gyerekeknek.

## Története

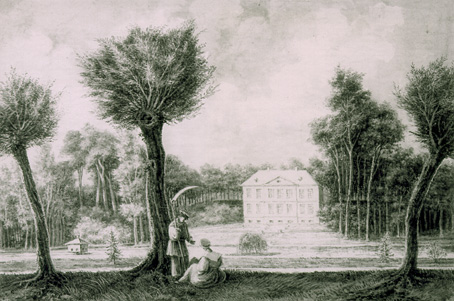
A park és a kastély látképe 1831-ből

A parkot a 18. század során alakították ki a Woluwe folyóba ömlő Struybeek patak mentén fekvő mocsaras, mezőgazdasági művelésre kevésbé alkalmas területekből. 1774-ben a parkban 7 halastó, egy kisebb vízgyűjtő és a t'Speelgoet nevű vadászkastély állt. A park elődje tulajdonképpen a Speelgoet kastély díszkertje volt, amelyet a kastély első tulajdonosai, a helyi Preud'homme család alakított ki.
1776-ban a szintén helyi lakos és sikeres bankár Lambert de Lamberts a parkban építette fel rezidenciáját, amelyet ma leghíresebb tulajdonosa után Château Malou-nak hívnak. A kastély egymást követő tulajdonosai folyamatosan formálták a kastélyt körülölelő fás területet.
1951-ben a Woluwe-St-Lambert kerület önkormányzata megvásárolta a kastélyt és a körülötte fekvő területet és kialakította a park mai formáját. Az eredeti mocsaras, vizenyős területek egy kis maradványa ma is látható a Moulin de Lindekemale vízimalom mögötti területeken.

## Látnivalók, érdekességek

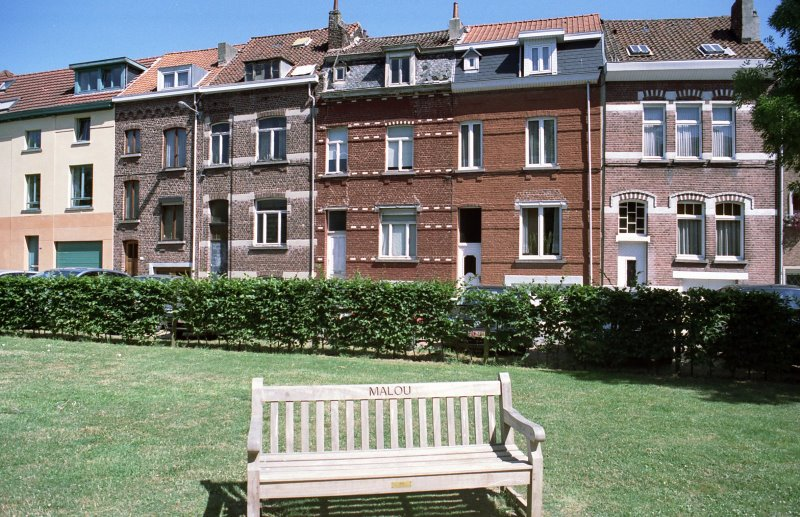
Pad

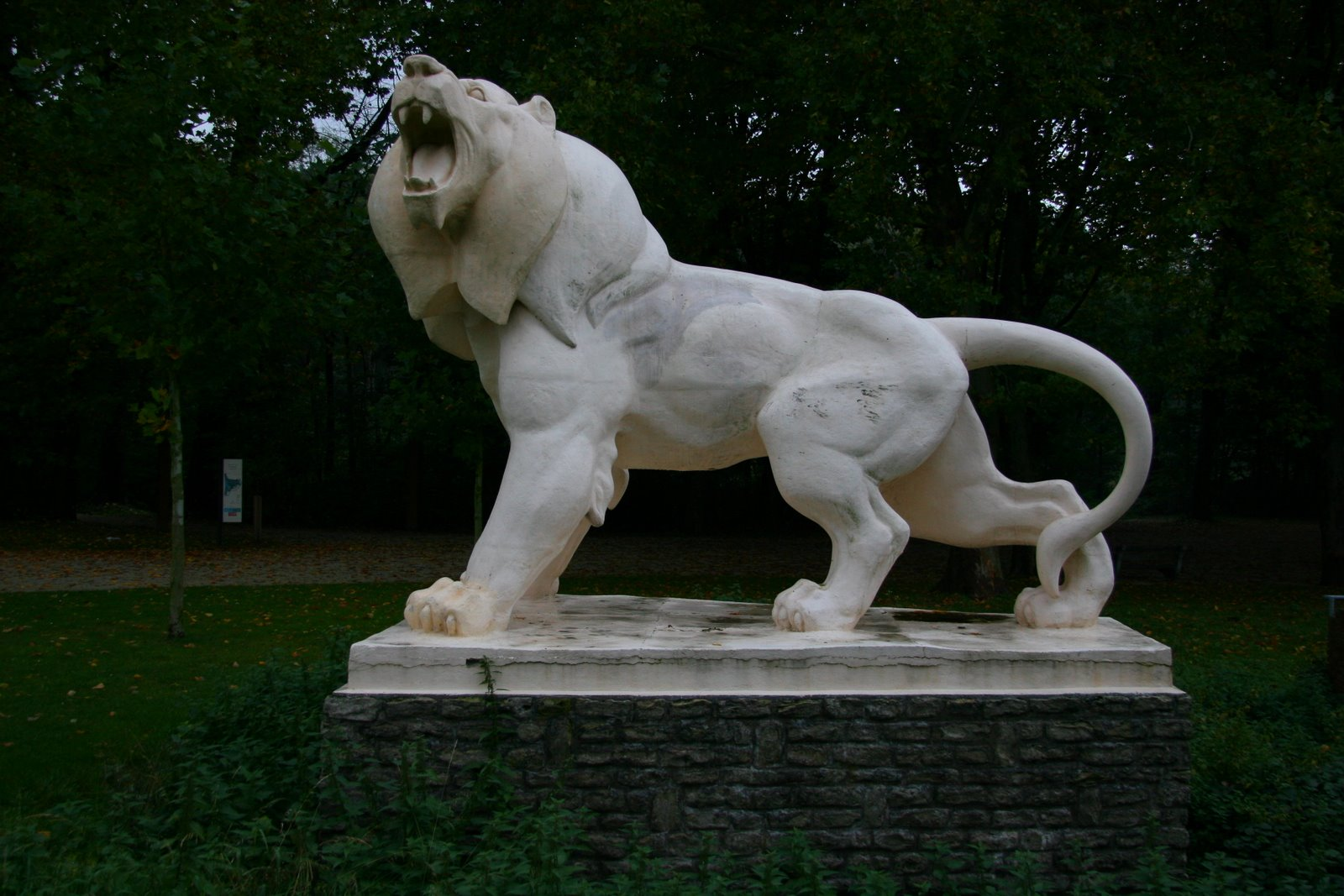
Oroszlánszobor a Parc Malou északi csücskén

A park egyik legjellegzetesebb látnivalója a Château Malou neoklasszikus stílusú épülete, 1776-ból. A kastélyt 1853-ban foglalta el leghíresebb lakója, a későbbi belga miniszterelnök Jules Malou, a park és az épület névadója.
A park északi csücskén áll egy oroszlánszobor, a közelében található a 12. sz.-ban épült Moulin de Lindekemale (hollandul De Lindekemalemolen) vízimalom, amely ma étteremként szolgál.

## Lásd még
A Woluwe-St-Lambert kerületben található parkok:
- Parc des Sources
- Parc du Slot